# جنگل لاپکالنی
جنگل لاپکالنی (به لاتین: Lapkalnys-Paliepiai Forest) یک جنگل در لیتوانی است که در Kėdainiai District Municipality, Raseiniai District Municipality واقع شده‌است.